# 1094
| Calendário gregoriano                                                        | 1094 MXCIV                                           |
| Ab urbe condita                                                              | 1847                                                 |
| Calendário arménio                                                           | 543 – 544                                            |
| Calendário bahá'í                                                            | -750 – -749                                          |
| Calendário budista                                                           | 1638                                                 |
| Calendário chinês                                                            | 3790 – 3791 Início a 19 de janeiro (aproximadamente) |
| Calendário copta                                                             | 810 – 811                                            |
| Calendário etíope                                                            | 1086 – 1087                                          |
| Calendários hindus - Vikram Samvat - Calendário nacional indiano - Cáli Iuga | 1149 – 1150 1015 – 1016 4194 – 4195                  |
| Calendário Holoceno                                                          | 11094                                                |
| Calendário islâmico                                                          | 487 – 488                                            |
| Calendário judaico                                                           | 4854 – 4855                                          |
| Calendário persa                                                             | 472 – 473                                            |
| Calendário rúnico                                                            | 1344                                                 |
| Calendário solar tailandês                                                   | 1637                                                 |

1094 (MXCIV na numeração romana) foi um ano comum do século XI do calendário juliano, da Era de Cristo, a sua letra dominical foi A (52 semanas), teve início a um domingo e terminou também a um domingo.
No território que viria a ser o reino de Portugal estava em vigor a Era de César que já contava 1132 anos.
| Ano completo                    |
| ------------------------------- |
| Ano comum com início ao domingo |

## Eventos
- Doação do Condado Portucalense ao Conde D. Henrique.
- Ano de consagração da Basílica de São Marcos.

## Nascimentos
- Abde Almumine, califa almóada (m. 1163).

## Mortes
- 30 de Julho - Berta da Holanda, rainha consorte de Filipe I de França (n. c.1055).
- Sancho I de Aragão.
- Frederico de Buren n. 1020, foi Senhor de Büren.